# فتیش پزشکی

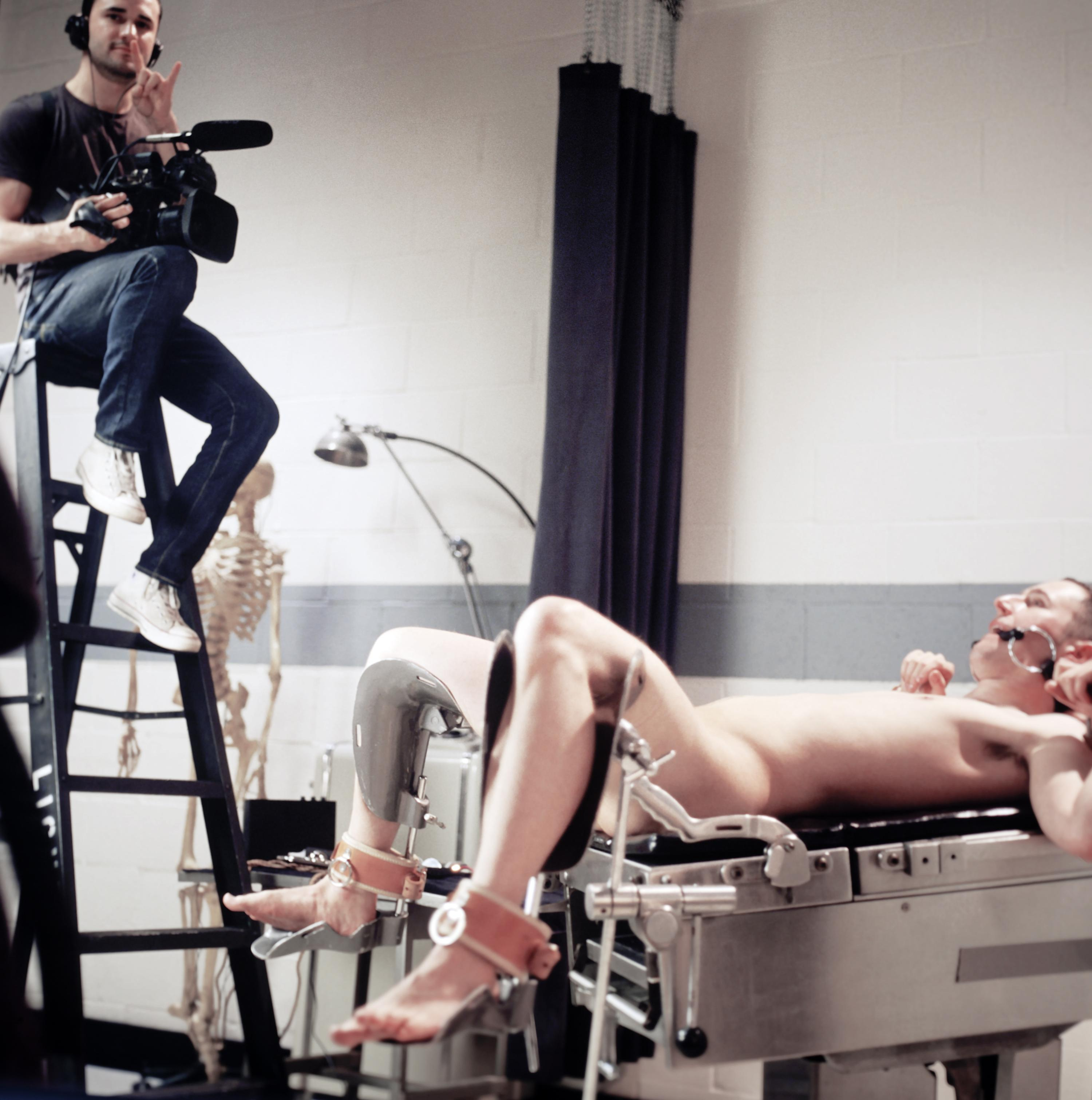
صحنه‌ای از یک فیلم که برای انجام فتیشیسم پزشکی ایجاد شده

فتیشیسم پزشکی به گروهی از فتیش‌های جنسی اشاره دارد که شامل اشیاء، شیوه‌ها، محیط‌ها و موقعیت‌هایی هستند که جنبه پزشکی یا درمانی دارند. در نقش بازی جنسی ، شرکای جنسی یک بیمارستان یا صحنه ای پزشکی را شبیه‌سازی کرده و اقدام به بازی در نقش بیماران، پزشکان، پرستاران، جراحان و بیمارانی که قصد انجام اعمال خاص پزشکی دارند، می‌کنند. فانتزی پزشکی نوعی ژانر در پورنوگرافی محسوب می‌شود، هرچند ممکن است این فانتزی لزوماً شامل پورنوگرافی یا فعالیت جنسی نباشد.

## نوشتارهای وابسته
- دکتربازی
- پارافیلیا